# OM Titano
L'OM Titano è un autocarro pesante prodotto dalla Officine Meccaniche di Brescia (OM) dal 1961 al 1968.
Il nome Titano era già stato precedentemente utilizzato dalla casa per un altro modello pesante (Titano 137) prodotto tra il 1937 e il 1939.

## Storia
Progettato e introdotto sul mercato dalla casa bresciana per contrastare la concorrenza degli autocarri pesanti di casa Fiat e Lancia, il Titano è stato un vero pioniere nella storia dell'autotrasporto europeo. Realizzato dalla OM per sostituire il modello Super Orione, ebbe successo sia in Italia che all'estero dove si ritagliò una piccola fetta di mercato.
Il motore era un 6 cilindri in linea diesel di nuova concezione dotato di un compressore volumetrico (mosso dall'albero motore e non dai gas di scarico) a lobi elicoidali e ad inserimento manuale. Un dispositivo a masse centrifughe permetteva il disinserimento del compressore se il motore andava in fuori giri.
Disponeva di una di cilindrata pari a 10 310 centimetri cubi e sviluppava una potenza che variava dai 185 (versione aspirata) ai 230 CV (versione dotata di compressore volumetrico).
La prima serie fu prodotta dal 1961 al 1965, la seconda serie fu prodotta dal 1966 al 1968 e disponeva di una potenza max pari a 260 o 287 CV (versione dotata con compressore volumetrico inserito)
Il telaio era in acciaio super robusto, con longheroni a C. Disponeva di balestre semi ellittiche, cambio sincronizzato a 4 rapporti con servocomando pneumatico per l'inserimento delle ridotte, frizione bi-disco a secco, freni pneumatici a tamburo a 3 circuiti, ponte posteriore a doppia riduzione.
Era dotato di un servosterzo idraulico, di una ampia cabina dotata di 2 comodi lettini, e silent-block che assicuravano la sospensione elastica della stessa cabina e della maggior parte degli organi meccanici, riducendo rumorosità e vibrazioni.
È stato ampiamente utilizzato nelle cave, in particolare a Carrara per il trasporto di blocchi di marmo con blocchi che pesavano anche 35 tonnellate.
Era disponibile in varie versioni: autocarro (4x2, 6x2, 6x4, 8x2, 8x4) e trattore (4x2, 6x2, 6x4).
È stato utilizzato anche per attrezzature speciali in aeroporti e per trasporti eccezionali.